# The Same as It Never Was Before
The Same as It Never Was Before est un album de jazz de Stéphane Belmondo sorti en avril 2011.

## Liste des titres
| No  | Titre                    | Auteur            | Durée |
| --- | ------------------------ | ----------------- | ----- |
| 1.  | So We Are                | Stéphane Belmondo | 3:22  |
| 2.  | You & I                  | Stevie Wonder     | 6:20  |
| 3.  | Habiba (Intro)           | Kirk Lightsey     | 5:11  |
| 4.  | Habiba                   | Kirk Lightsey     | 7:44  |
| 5.  | Free for Three           | Stéphane Belmondo | 4:41  |
| 6.  | Light Upon Rita          | Stéphane Belmondo | 10:57 |
| 7.  | Everything Happens to Me | Matt Denis        | 6:28  |
| 8.  | Godspeed                 | Stéphane Belmondo | 2:15  |
| 9.  | United                   | Wayne Shorter     | 6:41  |
| 10. | Haunting by Now          | Stéphane Belmondo | 4:26  |
| 11. | Let's Cool One           |                   | 1:29  |
| 12. | To Get Together          |                   | 8:20  |